# Kaliska Kujawskie
Kaliska Kujawskie – stacja kolejowa w Kaliskach, w powiecie włocławskim, w województwie kujawsko-pomorskim, w Polsce. Według klasyfikacji PKP ma kategorię dworca lokalnego.

## Ruch pasażerski
| Rok  | Wymiana pasażerska na dobę |
| ---- | -------------------------- |
| 2017 | 00-149                     |
| 2022 | 100-149                    |